# Ares Ribera 2005-2006
L'Ares Ribera 2005-2006 ha preso parte al campionato di Serie B d'Eccellenza italiana per la prima e unica stagione.
La squadra si è classificata al 15º posto nel Girone B e si è salvata ai play-out contro Ancona.

## Verdetti stagionali
Competizioni nazionali
- Serie B d'Eccellenza:

stagione regolare: 15º posto su 16 squadre (7-23);
play-out: salvo al secondo turno contro Ancona (2-1)

## Roster
| Giocatori |
| --------- |

| N° | Naz.                 | Ruolo | Sportivo           | Anno | Alt. |  |
| -- | -------------------- | ----- | ------------------ | ---- | ---- |  |
| 4  | Italia (bandiera)    | G     | Massimiliano Vito  | 1973 | 193  |  |
| 5  | Italia (bandiera)    | C     | Marco Calò         | 1985 | 184  |  |
| 6  | Italia (bandiera)    | G     | Girolamo Puccio    | 1989 | 190  |  |
| 8  | Italia (bandiera)    | G     | Giovanni Montuori  | 1979 | 180  |  |
| 9  | Italia (bandiera)    | G     | Giuseppe Gagliano  | 1988 | 175  |  |
| 10 | Argentina (bandiera) | A     | Leonardo Mauti     | 1969 | 200  |  |
| 13 | Argentina (bandiera) | AC    | Luciano Saborido   | 1972 | 203  |  |
| 14 | Italia (bandiera)    | AC    | Luca Ianes         | 1980 | 202  |  |
| 15 | Argentina (bandiera) | C     | Marcelo Dip        | 1984 | 205  |  |
| 19 | Italia (bandiera)    | G     | Sandro Trevisan    | 1973 | 190  |  |
| 20 | Italia (bandiera)    | A     | Michele Bertinelli | 1973 | 198  |  |

| Staff tecnico                   |
| ------------------------------- |
| Allenatore: Domenico Sorgentone |

| Giocatori acquisiti a stagione in corso |
| --------------------------------------- |

|  | Naz.              |    | Sportivo                          | Anno | Alt. |  |
|  | ----------------- | -- | --------------------------------- | ---- | ---- |  |
|  | Italia (bandiera) | G  | Simone Di Trani (da gennaio 2006) | 1983 | 185  |  |
|  | Italia (bandiera) | AP | Marco Evangelisti (da marzo 2006) | 1984 | 198  |  |

| Giocatori ceduti a stagione in corso |
| ------------------------------------ |

|   | Naz.              |    | Sportivo                                | Anno | Alt. |  |
| - | ----------------- | -- | --------------------------------------- | ---- | ---- |  |
| 7 | Italia (bandiera) | PG | Francesco Gergati (fino a gennaio 2006) | 1987 | 188  |  |